# Torpedowce typu Berk Efşan
Torpedowce typu Berk Efşan – tureckie torpedowce z końca XIX wieku. W latach 1891–1894 w niemieckiej stoczni Germaniawerft w Kilonii i tureckiej stoczni Tersâne-i Âmire w Stambule zbudowano dwa okręty tego typu. Jednostki weszły w skład marynarki Imperium Osmańskiego w 1894 roku. „Berk Efşan” wziął udział w wojnie grecko-tureckiej, I wojnie bałkańskiej i I wojnie światowej, a w latach 20. służył pod banderą Republiki Turcji do 1928 roku, natomiast „Tayyar” został skreślony z listy floty w 1909 roku.

## Projekt i budowa
Dwa torpedowce typu Berk Efşan zostały zamówione przez Turcję w Niemczech 23 października 1886 roku. Oba okręty zbudowane zostały w stoczni Germaniawerft w Kilonii, po czym w sekcjach dostarczono je do tureckiej stoczni Tersâne-i Âmire w Stambule. Stępki okrętów położono w 1891 roku, a zwodowane zostały w 1892 roku .
| Okręt        | Stocznia                        | Położenie stępki | Wodowanie | Wejście do służby | Los                               |
| ------------ | ------------------------------- | ---------------- | --------- | ----------------- | --------------------------------- |
| „Berk Efşan” | Germaniawerft / Tersâne-i Âmire | 1891             | 1892      | 1894              | wycofany w 1928, złomowany w 1932 |
| „Tayyar”     | Germaniawerft / Tersâne-i Âmire | 1891             | 1892      | 1894              | wycofany w 1909, złomowany w 1921 |

## Dane taktyczno-techniczne
Okręty były torpedowcami z kadłubem wykonanym ze stali. Długość całkowita wynosiła 59,9 metra, szerokość 6,6 metra i zanurzenie 2,4 metra . Wyporność normalna wynosiła 230 ton. Jednostki napędzane były przez dwie pionowe trzycylindrowe maszyny parowe potrójnego rozprężania Germania o łącznej mocy 3500 KM, do których parę dostarczały dwa kotły lokomotywowe, także wyprodukowane w macierzystej stoczni . Prędkość maksymalna napędzanych dwiema śrubami okrętów wynosiła 21 węzłów . Zapas węgla wynosił 75 ton .
Na uzbrojenie artyleryjskie jednostek składało się sześć pięciolufowych działek rewolwerowych kalibru 37 mm L/30 Kruppa . Broń torpedową stanowiły dwie pojedyncze dziobowe wyrzutnie kalibru 428 mm z łącznym zapasem czterech torped .
Załoga pojedynczego okrętu składała się z 8 oficerów i 42 podoficerów i marynarzy .

## Służba
Po przeprowadzeniu prób morskich „Berk Efşan” i „Tayyar” zostały w 1894 roku wcielone do składu marynarki wojennej Imperium Osmańskiego . W 1896 roku torpedowce były w stanie osiągnąć prędkość zaledwie 17 węzłów. W 1897 roku, podczas wojny grecko-tureckiej, „Berk Efşan” jako jedna z nielicznych jednostek została uznana za zdolną do walki. „Tayyar” w 1906 roku został uznany za niezdolny do dalszej służby i w 1909 roku skreślono go z listy floty. „Berk Efşan” uczestniczył następnie w I wojnie bałkańskiej, m.in. 21 listopada 1912 roku staczając pod Warną walkę z bułgarskimi torpedowcami, a także w I wojnie światowej, trafiając do rezerwy w październiku 1918 roku. Okręt wycofano ze składu floty w 1928 roku, a w 1932 roku został złomowany